# A. Edward Sutherland
Albert Edward Sutherland (Londres, 5 gener de 1895 – Palm Springs, 31 desembre 1974) va ser un actor i director de pel·lícules anglès, majoritàriament de cinema còmic.

## Biografia
Va néixer a Londres en el si d'una família d'actors teatrals. Va començar en el cinema l'any 1914 com a doble i especialista a les pel·lícules per episodis The hazards of Hellen (1914- 1917) de Helen Holmes però ven aviat es va passar a la Keystone de Mack Sennett. Allà va interpretar diferents papers secundaris, essent la seva primera pel·lícula Tillie’s punctured romance (1914). Va actuar en uns 37 pel·lícules. Més endavant es va convertir en ajudant de Charles Chaplin a A Woman of Paris: A Drama of Fate (1923) i The gold rush (1925). Cap al 1925, Sutherland va començar a dirigir pel·lícules. L'any següent es va fer càrrec de It’s the old army game (1926) interpretada per W.C. Fields i Louise Brooks la qual posteriorment va ser la seva segona dona. Durant el rodatge hi va tenir forts enfrontaments amb W.C. Fields però a poc a poc van establir una forta relació d'amistat. Altres pel·lícules rodades per Sutherland van ser A regular fellow (1925), Behind the front (1926) o We’re in the Navy now (1926). Amb el pas al cinema sonor va rodar algunes pel·lícules remarcables com Palmy days (1931), Mississippi (1935) o Poppy (1936) però la seva carrera va començar a declinar a partir dels anys 40.

## Filmografia com a actor
- Tillie's Punctured Romance (1914)
- The Girl and the Game (1914)
- The Danger Girl (1916)
- His Last Laugh (1916)
- Love Under Cover (1917)
- Heart Strategy (1917)
- Won by a Foot (1917)
- The Telephone Belle (1917)
- Innocent Sinners (1917)
- A Dog's Own Tale (1917)
- The Girl and the Ring (1917)
- Dad's Downfall (1917)
- A Toy of Fate (1917)
- His Cool Nerve (1917)
- His Foothill Folly (1917)
- A Fallen Star (1917)
- His Saving Grace (1917)
- Caught in the End (1917)
- A Modern Sherlock (1917)
- Which Woman? (1918)
- A Girl Named Mary (1918)
- The Veiled Adventure (1918)
- Love Insurance (1919)
- A Girl Named Mary (1919)
- All of a Sudden Peggy (1920)
- The Paliser Case (1920)
- The Sea Wolf (1920)
- The Round-Up (1920)
- Conrad in Quest of His Youth (1920)
- Just Outside the Door (1921)
- The Dollar-a-Year Man (1921)
- The Witching Hour (1921)
- Everything for Sale (1921)
- Nancy from Nowhere (1922)
- The Light in the Clearing (1922)
- Elope If You Must (1922)
- The Ordeal (1922)
- Second Hand Rose (1922)
- The Loaded Door (1922)
- The Woman He Loved (1922)
- Girl from the West (1923)
- A Woman of Paris: A Drama of Fate (1923)
- The Dramatic Life of Abraham Lincoln (1924)
- The Dance of Life (1929)
- The Gang Buster (1931)

## Filmografia com a director

### Cinema mut
- Coming Through (1925)
- Wild, Wild Susan (1925)
- A Regular Fellow (1925)
- Behind the Front (1926)
- It's the Old Army Game (1926)
- We're in the Navy Now (1926)
- Love's Greatest Mistake (1927)
- Fireman, Save My Child (1927)
- Tillie's Punctured Romance (1928)
- What a Night! (1928)
- The baby cyclone (1928)

### Cinema sonor
- Pointed Heels (1929)
- Fast Company (1929)
- The saturday night (1929)
- Close harmony (1929) codirigida amb John Cromwell
- The Dance of Life (1929) codirigida amb John Cromwell
- Paramount on Parade (1930) direcció d'un episodi.
- Burning up (1930)
- The social lion (1930)
- The Sap from Syracuse (1930)
- Gang Buster (1931)
- June Moon (1931)
- Up Pops the Devil (1931)
- Palmy Days (1931)
- Secrets of the French Police (1932)
- Sky Devils (1932)
- Mr. Robinson Crusoe (1932)
- Too Much Harmony (1933)
- International House (1933)
- Murders in the Zoo (1933)
- Mississippi (1935)
- Diamond Jim (1935)
- Poppy (1936)
- Every Day's a Holiday (1937)
- Champagne Waltz (1937)
- The Flying Deuces (1939)
- The Invisible Woman (1940)
- Beyond Tomorrow (1940)
- One Night in the Tropics (1940
- The Boys from Syracuse (1940)
- The invisible woman (1941
- Nine lives are not enough (1941)
- Steel against the sky (1941)
- The Navy Comes Through (1942)
- Sing your worries away (1942)
- Army surgeon (1942)
- Dixie (1943)
- Follow the Boys (1944)
- Secret command (1944)
- Having wonderful crime (1945)
- Abie's Irish Rose (1946)
- Bermuda Affair (1956)